# Alternativno splajsovanje
Alternativno splajsovanje (ili diferencijalno splajsovanje) je proces kojim se RNK eksoni proizvedeni transkripcijom gena (primarni genski transkript ili pre-iRNK) ponovno spajaju na više načina tokom RNK splajsovanja. Rezultujući različiti iRNK molekuli mogu biti translirani u različite proteinske izoforme; tim putem jedan gen može da kodira više proteina.
Alternativno splajsovanje se javlja kao normalna pojava kod eukariota, gde to znatno povećava raznovrsnost proteina koji mogu biti kodirani genomom. Kod ljudi preko 80% gena su alternativno splajsovani. Brojni modovi alternativnog splajsovanja su uočeni, od kojih najčešći je preskakanje eksona. U tom modu, pojedini ekson može biti uključen u iRNK pod nekim uslovima ili u pojedinim tkivima, i izostavljen iz iRNK u drugim.
Proizvodnja alternativno splajsovanih iRNK molekula je regulisana sistemom trans-delujućih proteina koji se vezuju za cis-delujuća mesta na samim pre-iRNK molekulima. Takvi proteini obuhvataju splajsne aktivatore koji podstiču upotrebu određenog splajsnog mesta, i splajsne represore koji umanjuju upotrebu pojedinih mesta. Mehanizmi alternativnog splajsovanja su visoko varijabilni, i novi primeri se konstantno nalaze, posebno upotrebom visokoprotočnih tehnika. Istraživači se nadaju da će vremenom regulatorni sistem splajsovanja biti potpuno ispitan, tako da će postati moguće da se predvide proizvodi alternativnog splajsovanja gena pod datim uslovima upotrebom „splajsnog koda“.
Abnormalne varijacije u splajsovanju su mogući uzrok mnogih bolesti. Veliki deo ljudskih naslednih bolesti je posledica neadekvatnih splajsnih varijanti.  Za abnormalne splajsne varijante se takođe smatra da doprinose razvoju raka.

## Otkriće
Alternativno splajsovanje je prvi put zapaženo 1977. Adenovirusi proizvode dva različita primarna transkripta, jedan rano u životnom ciklusu i jedan kasnije, nakon DNK replikacije. Utvrđeno je da je primarni RNK transkript proizveden adenovirusom tip 2 u kasnoj fazi splajsovan na različite načine, što dovodi do iRNK molekula koji kodiraju različite viralne proteine. Oba, 5’ i 3’, splajsna mesta su varirala, i dodatno, transkript je sadržao višestruka mesta poliadenilacije, što je davalo različite 3’ krajeve obrađenim iRNK molekulima
Prvi primer alternativnog splajsovanja u transkriptima normalnih, endogenih gena je karakterisan 1981. godine. Za gen koji kodira tireoidni hormon kalcitonin je nađeno da je alternativno splajsovan u ćelijama sisara. Pre-iRNK ovog gena sadrži 6 eksona; iRNK kalcitonina sadrži eksone 1-4, i završava se nakon poliadenilacionog mesta u eksonu 4. Drugi iRNK molekul je proizveden ovom pre-iRNK preskačući ekson 4, i sadrži eksone 1-3, 5, i 6. On kodira protein poznat kao CGRP (kalcitoninskom genu srodan peptid). Primeri alternativnog splajsovanja transkripata gena imunoglobina kod sisara su takođe primećeni tokom ranih 1980-tih.
Od tog vremena, za alternativno splajsovanje je utvrđeno da je sveprisutno kod eukariota. „Rekorder“ u alternativnom splajsovanju je D. melanogaster gen pod imenom Dscam, koji potencijalno može da ima 38,016 splajsnih varijanti.

## Modovi
Postoji pet osnovnih načina alternativnog splajsovanja.
- Preskakanje eksona ili kaseta eksona: u ovom slučaju, ekson može biti izostavljen iz primarnog transkripta ili zadržan. Ovo je najčešći mod kod sisarske pre-iRNK[17].
- Međusobno isključivi eksoni: Jedan od dva eksona se zadržava u iRNK nakon spajanja, ali ne oba.
- Alternativno donorsko mesto: Alternativni 5' spoj (donorsko mesto) se koristi, čime se menja 3' granica nizvodnog eksona.
- Alternativno akceptorsko mesto: Alternativni 3' spoj (akceptorsko mesto) se koristi, čime se menja 5' granica nizvodnog eksona.
- Zadržavanje introna: Deo sekvenca može može biti izostavljen kao intron ili jednostavno zadržan. Ovaj mod se razlikuje od preskakanja eksona po tome što zadržana sekvenca nije oivičena intronima. Ako je zadržani intron kodirajući region, on mora da kodira aminokiseline između susednih eksona, jer stop kodon ili pomeranje okvira čitanja bi verovatno proizvelo protein bez funkcije. Ovo je najređi mod kod sisara[17].

Pored ovih primarnih modova alternativnog splajsovanja, postoje dva druga mehanizma kojima se različiti iRNK molekuli stvaraju iz istog gena: višestruki promoteri i višestruka mesta poliadenilacije. Upotreba više promotera je pre mehanizam transkripcione regulacije nego alternativnog splajsovanja. Počinjući transkripciju u različitim tačkama, transkripti sa različitim 5'-krajnjim eksonima mogu biti formirani. S druge strane, višestruka mesta poliadenilacije omogućavaju različite 3' krajnje tačke. Oba ova mehanizma su nađena u kombinaciji sa alternativnim splajsovanjem i proizvode dodatnu varijabilnost iRNK molekula izvedenih iz datog gena.
Ovi modovi opisuje osnovne splajsne mehanizme. Postoji mogućnost da su oni nisu adekvatni za opisivanje kompleksnih splajsnih događaja. Slika sa desne strane pokazuje tri splajsne forme mišjeg gena hijaluronidaze. Poređenje strukture na prvoj liniji (zeleno) sa strukturom na drugoj liniji (žuto) pokazuje zadržavanje introna, dok poređenje druge i treće linije (žuto vs. plavo) je primer preskakanja. Nomenklatura modela koja jedinstveno određuje sve moguće uzorke spajanja je nedavno bila predložena.

## Literatura
1. 1 2 3 4 5 6  Black, Douglas L. (2003). „Mechanisms of alternative pre-messenger RNA splicing”. Annual Reviews of Biochemistry. 72 (1): 291—336. PMID 12626338. doi:10.1146/annurev.biochem.72.121801.161720.
2. 1 2 3 4 5  Matlin, AJ; Clark F; Smith, CWJ (2005). „Understanding alternative splicing: towards a cellular code”. Nature Reviews. 6 (5): 386—398. PMID 15956978. doi:10.1038/nrm1645.
3. ↑  David CJ, Manley JL (2008). „The search for alternative splicing regulators: new approaches offer a path to a splicing code”. Genes & Development. 22 (3): 279—85. PMC 2731647 . PMID 18245441. doi:10.1101/gad.1643108.
4. ↑  Skotheim and Nees (2007). „Alternative splicing in cancer: noise, functional, or systematic?”.
5. ↑  He C, Zhou F, Zuo Z, Cheng H, Zhou R (2009). „A global view of cancer-specific transcript variants by subtractive transcriptome-wide analysis”. Plos One. 4 (3): e4732. PMC 2648985 . PMID 19266097. doi:10.1371/journal.pone.0004732.
6. ↑  Fackenthal, Jd; Godley, La (2008). „Aberrant RNA splicing and its functional consequences in cancer cells”. Disease models & mechanisms. 1 (1): 37—42. ISSN 1754-8403. PMC 2561970 . PMID 19048051. doi:10.1242/dmm.000331. Архивирано из оригинала (Free full text) 13. 03. 2021. г. Приступљено 21. 12. 2010.
7. ↑  Valletti A, Anselmo A, Mangiulli M, Boria I, Mignone F, Merla G, D'Angelo V, Tullo A, Sbisà E, D'Erchia AM, Pesole G (2010). „Identification of tumor-associated cassette exons in human cancer through EST-based computational prediction and experimental validation”. Molecular Cancer. 9: 230. PMC 2941758 . PMID 20813049. doi:10.1186/1476-4598-9-230.
8. ↑  Chow LT, Gelinas RE, Broker TR, Roberts RJ (1977). „An amazing sequence arrangement at the 5' ends of adenovirus 2 messenger RNA”. Cell. 12 (1): 1—8. PMID 902310. doi:10.1016/0092-8674(77)90180-5.
9. ↑  Berget SM, Moore C, Sharp PA (1977). „Spliced segments at the 5' terminus of adenovirus 2 late mRNA”. Proc. Natl. Acad. Sci. U.S.A. 74 (8): 3171—5. PMC 431482 . PMID 269380. doi:10.1073/pnas.74.8.3171.
10. 1 2 3  Leff SE, Rosenfeld MG, Evans RM (1986). „Complex transcriptional units: diversity in gene expression by alternative RNA processing”. Annu. Rev. Biochem. 55: 1091—117. PMID 3017190. doi:10.1146/annurev.bi.55.070186.005303.
11. ↑  Chow LT, Broker TR (1978). „The spliced structures of adenovirus 2 fiber message and the other late mRNAs”. Cell. 15 (2): 497—510. PMID 719751. doi:10.1016/0092-8674(78)90019-3.
12. ↑  Nevins JR, Darnell JE (1978). „Steps in the processing of Ad2 mRNA: poly(A)+ nuclear sequences are conserved and poly(A) addition precedes splicing”. Cell. 15 (4): 1477—93. PMID 729004. doi:10.1016/0092-8674(78)90071-5.
13. ↑  Rosenfeld MG, Amara SG, Roos BA, Ong ES, Evans RM (1981). „Altered expression of the calcitonin gene associated with RNA polymorphism”. Nature. 290 (5801): 63—5. PMID 7207587. doi:10.1038/290063a0.
14. ↑  Rosenfeld MG; Lin CR; Amara SG (1982). „Calcitonin mRNA polymorphism: peptide switching associated with alternative RNA splicing events”. Proc. Natl. Acad. Sci. U.S.A. 79 (6): 1717—21. PMC 346051 . PMID 6952224. doi:10.1073/pnas.79.6.1717.
15. ↑  Maki R; Roeder W; Traunecker A (1981). „The role of DNA rearrangement and alternative RNA processing in the expression of immunoglobulin delta genes”. Cell. 24 (2): 353—65. PMID 6786756. doi:10.1016/0092-8674(81)90325-1.
16. ↑  Schmucker D, Clemens JC, Shu H, Worby CA, Xiao J, Muda M, Dixon JE, Zipursky SL (2000). „Drosophila Dscam is an axon guidance receptor exhibiting extraordinary molecular diversity”. Cell. 101 (6): 671—84. PMID 10892653. doi:10.1016/S0092-8674(00)80878-8.
17. 1 2 3 4  Michael Sammeth; Sylvain Foissac; Roderic Guigó (8. 8. 2008). „A general definition and nomenclature for alternative splicing events”. PLoS Comput Biol. 4 (8): e1000147. PMC 2467475 . PMID 18688268. doi:10.1371/journal.pcbi.1000147.